# Депала Вас
Депала Вас (словен. Depala vas) — поселення в общині Домжале, Осреднєсловенський регіон, Словенія. 
Висота над рівнем моря: 294,8 м.